# Bundesautobahn 94
Pour les articles homonymes, voir A94.
La Bundesautobahn 94 (ou BAB 94, A94 ou Autobahn 94) est une autoroute en Allemagne mesurant 109 kilomètres.